# Velutarina juniperi
Velutarina juniperi är en svampart som först beskrevs av Dennis, och fick sitt nu gällande namn av K. Holm & L. Holm 1977. Velutarina juniperi ingår i släktet Velutarina och familjen Helotiaceae.   Inga underarter finns listade i Catalogue of Life.